# Ходеч (гмина)
Ходеч (пол. Chodecz) — гмина (волость) в Польше, входит как административная единица в Влоцлавский повет, Куявско-Поморское воеводство. Население — 6434 человека (на 2004 год).

## Сельские округа
1. Бжишево
2. Ходечек
3. Игналин
4. Кромшевице
5. Кублово
6. Любенец
7. Ланя
8. Ланента
9. Мелинек
10. Мстово
11. Пшисыпка
12. Псары
13. Пышково
14. Собичевы
15. Стшиги
16. Стшижки
17. Воля-Адамова
18. Залесе
19. Збиево
20. Зеленево

## Прочие поселения
1. Боголомя
2. Боголомя-Колёня
3. Цетты
4. Ходечек-Весь
5. Флёрковизна
6. Гавин
7. Хута-Ходецка
8. Хута-Товажиство
9. Колатки
10. Кублово-Мале
11. Лакно
12. Мицельно
13. Мельно
14. Мстово
15. Несёлув
16. Нивки
17. Новины
18. Огожелево
19. Пелешки
20. Пётрово
21. Подгуже
22. Просно
23. Руда-Любенецка
24. Садок
25. Славенцин
26. Щецин
27. Тшещон
28. Уклейница

## Соседние гмины
1. Гмина Бонево
2. Гмина Хоцень
3. Гмина Домбровице
4. Гмина Любень-Куявски
5. Гмина Пшедеч